# Vedad Ibišević
Vedad Ibišević [ˈʋɛdad ˈibiːʃɛʋitɕ] (* 6. August 1984 in Vlasenica, SR Bosnien und Herzegowina, SFR Jugoslawien) ist ein ehemaliger bosnisch-US-amerikanischer Fußballspieler und heutiger Trainer. Der Stürmer spielte in der Bundesliga für Alemannia Aachen, die TSG 1899 Hoffenheim, den VfB Stuttgart, Hertha BSC und den FC Schalke 04. Mit 127 Toren in 344 Bundesligaspielen ist er einer der besten ausländischen Torschützen der Bundesliga. Darüber hinaus absolvierte Ibišević von 2007 bis 2018 insgesamt 83 Länderspiele für die bosnisch-herzegowinische A-Nationalmannschaft.

## Leben

### Jugend in Bosnien-Herzegowina und der Schweiz
Vedad Ibišević wurde im ostbosnischen Vlasenica geboren, wo er auch seine Schulausbildung begann. Mit Beginn des Bosnienkrieges zog die bosniakisch geprägte Familie Ibiševićs in das von Bosniaken bewohnte Tuzla, wo er 1992 im dortigen Vorortclub FK Proleter Slavinovići begann, Fußball zu spielen. Von dort ging er zur Jugendmannschaft des damaligen bosnischen Erstligaklubs Zmaj od Bosne in Tuzla. Während dieser Zeit spielte er auch erstmals für die Junioren-Fußballnationalmannschaft von Bosnien und Herzegowina.
Auf Grund der schlechten wirtschaftlichen Bedingungen nach dem Bosnienkrieg, aber auch um ihrem Sohn die weitere fußballerische Entwicklung zu ermöglichen, die in Bosnien und Herzegowina an ihre Grenzen stieß, zog die Familie von Ibišević im Jahr 2000 in die Schweiz. Dort begann er mit dem Training beim FC Baden. Doch bereits nach zehn Monaten zog die Familie weiter zu Verwandten nach St. Louis, Missouri in den Vereinigten Staaten, da sie in der Schweiz keine dauerhafte Aufenthaltserlaubnis erhalten hatten.

### Fußballerische Anfänge in den Vereinigten Staaten
In St. Louis, Missouri, wurde Ibišević zu einem der besten Jugendspieler in der Region. 2002 wurde er im Soccer America Magazine als einer der besten Nachwuchsspieler der Vereinigten Staaten ausgezeichnet. Während seiner Schulzeit spielte er für die Roosevelt High School. Anschließend schloss sich Ibišević der Fußballmannschaft der Saint Louis University an, in der er sich erfolgreich als Stürmer positionieren konnte. Neben dem College spielte er noch in der USL Premier Development League für die St. Louis Strikers und für das Nachwuchsteam von Chicago Fire.

### Wechsel nach Europa
Bei einem Länderspiel der bosnischen Junioren-Nationalmannschaft gegen Mazedonien wurden mehrere Talentsucher, darunter die französische Fußballlegende Michel Platini, auf Ibišević aufmerksam. So gelangte er 2004 zu Paris Saint-Germain, von wo aus er ein Jahr später an den FCO Dijon verliehen wurde.

### Karriere in Deutschland

#### Alemannia Aachen
Zur Saison 2006/07 schloss sich Ibišević dem damaligen deutschen Erstligaaufsteiger Alemannia Aachen an.

#### TSG 1899 Hoffenheim

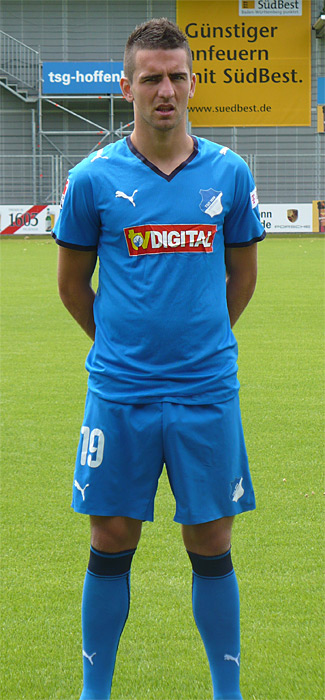
Ibišević im Trikot der TSG 1899 Hoffenheim (2008)

Nach dem Abstieg von Alemannia Aachen in die zweite Bundesliga wechselte Ibišević im Juni 2007 zum damaligen Zweitligisten TSG 1899 Hoffenheim. In der Saison 2007/08 konnte er die in ihn gesetzten Erwartungen nicht erfüllen und musste häufig den ebenfalls neu in die Mannschaft gekommenen Spielern Chinedu Obasi und Demba Ba den Vortritt lassen. Mit dem Aufstieg der Mannschaft in die Fußball-Bundesliga verbesserten sich zu Beginn der Saison 2008/09 Ibiševićs Leistungen. Am ersten Spieltag der Saison erzielte er beim 3:0-Sieg bei Energie Cottbus in der 18. Minute den ersten Bundesligatreffer der TSG 1899 Hoffenheim. Durch den Einsatz von Chinedu Obasi in der nigerianischen Fußballnationalmannschaft im Rahmen der Olympischen Sommerspiele 2008 wurde er dabei auch von Anfang an aufgestellt. In der Hinrunde der Bundesliga-Saison 2008/09 erzielte er 18 Tore für den Bundesliganeuling, womit er sich an die Spitze der Bundesliga-Torschützenliste setzte; die TSG 1899 Hoffenheim wurde Herbstmeister.
Im Oktober 2008 wurde Ibišević zum Fußballer des Monats gewählt, nachdem er bereits im August und September 2008 dafür nominiert worden war. Im November 2008 wurde er bei dieser Wahl Zweiter. In der Kicker-Rangliste der besten Fußballer wurde Ibišević nach der Hinrunde 2008/09 in die Kategorie „Weltklasse“ eingeordnet; eine Auszeichnung, die nur selten vergeben wird. Bei einer Internetumfrage des Portals sport.ba wurde er mit 69 Prozent der Stimmen zum Besten Fußballer Bosnien-Herzegowinas 2008 gewählt.
Im Freundschaftsspiel gegen den Hamburger SV am 14. Januar 2009 riss sich Ibišević das vordere Kreuzband im rechten Knie und fiel nach einer Operation in der Heidelberger Klinik Sankt Elisabeth für die Rückrunde der Saison 2008/09 aus. Erst Ende Mai 2009 begann er wieder mit dem Training. Zur gleichen Zeit verlängerte er seinen Vertrag bei der TSG 1899 Hoffenheim bis zum 30. Juni 2013. Das erste Pflichtspiel nach seiner Verletzung absolvierte er in der ersten Runde des DFB-Pokal 2009/10 gegen den FC Oberneuland am 2. August 2009.
In der Saison 2009/10 erzielte er am 27. September 2009 (7. Spieltag) beim 5:1-Sieg im Heimspiel gegen Hertha BSC innerhalb von 20 Minuten seinen ersten Bundesliga-Hattrick und damit die ersten Ligatreffer nach seiner Verletzung. Am Ende der Spielzeit war er mit zwölf Saisontreffern erneut bester Torschütze seines Teams.

#### VfB Stuttgart
In der Winterpause 2012 wurde Ibišević vom VfB Stuttgart verpflichtet. Am 29. Januar 2012 debütierte er im Heimspiel des VfB gegen Borussia Mönchengladbach. Am 11. Februar 2012 leitete Ibišević mit seinem ersten Pflichtspieltor für die Schwaben den 5:0-Heimsieg des VfB Stuttgart gegen Hertha BSC ein und bereitete ein weiteres für seinen Mitspieler Martin Harnik vor. Am 16. März 2012 gelang ihm beim Stuttgarter 2:1-Auswärtssieg gegen die TSG Hoffenheim sein erster Doppelpack für den VfB. Beim 2:0 gegen FK Dynamo Moskau in der Europa-League-Qualifikation am 22. August 2012 erzielte er beide Tore. Mit seinem zwischenzeitlichen Führungstreffer beim 1:1-Unentschieden im Rückspiel am 28. August 2012 sorgte er für den Einzug des VfB in die Gruppenphase der Europa League. Beim 3:1-Heimsieg gegen den FC Schalke 04 am 8. Dezember 2012 (16. Spieltag) erzielte Ibišević zum ersten Mal in seiner Stuttgarter Zeit drei Treffer in einem Spiel. Dies gelang ihm auch am 1. September 2013 (4. Spieltag) beim 6:2-Sieg im Heimspiel gegen die TSG 1899 Hoffenheim.
Am 6. August 2014 verlängerte Ibišević seinen Vertrag mit dem VfB bis zum 30. Juni 2017.

#### Hertha BSC
Am 30. August 2015 wechselte Ibišević zu Hertha BSC. Sein Debüt gab er am 12. September 2015 beim 2:1-Sieg gegen den VfB Stuttgart, als er in der 45. Spielminute für Roy Beerens eingewechselt wurde. Später wurde eine Option im Vertrag gezogen, der zunächst eine Mischform aus Leihe und Kauf gewesen war und Ibišević nun bis zum 30. Juni 2017 an die Hertha band. Am 17. August 2016 wurde er als Nachfolger von Fabian Lustenberger zum Mannschaftskapitän ernannt. Am 27. November 2016 beim 2:1-Sieg von Hertha BSC gegen Mainz 05 erzielte er beide Tore seiner Mannschaft; dies waren seine Bundesligatreffer Nummer 99 und 100. Er wurde in der 74. Minute mit gelb-rot vom Platz gestellt.
Kurz vor der Winterpause der Saison 2016/17 verlängerte Ibišević seinen Vertrag bei der Hertha vorzeitig bis 2019. Am 12. Mai 2018 bestritt er sein 100. Pflichtspiel für Hertha BSC, bei der 2:6-Niederlage gegen RB Leipzig am 34. Spieltag traf er zum 1:1 und kam auf 6 Saisontore.
Am 1. Dezember 2018 machte er beim 2:0-Auswärtssieg in Hannover sein 300. Bundesligaspiel und erzielte dabei seinen 116. Treffer in der Bundesliga.
Nach der Saison 2018/19 verlängerte Ibišević seinen auslaufenden Vertrag in Berlin um ein Jahr. Nach der Spielzeit 2019/20 verließ er den Verein.

#### FC Schalke 04
Zur Saison 2020/21 schloss sich der Stürmer ablösefrei dem FC Schalke 04 an und unterschrieb dort einen Einjahresvertrag. Der Spieler gab an, sein Grundgehalt spenden und nur für die Leistungsprämien spielen zu wollen. An den ersten acht Spieltagen, an denen kein Spiel gewonnen werden konnte, setzten sowohl Cheftrainer David Wagner wie auch dessen Nachfolger Manuel Baum überwiegend auf Gonçalo Paciência und Mark Uth im Angriff. Beim Spielersatztraining nach der Niederlage gegen den VfL Wolfsburg am 8. Spieltag, nach dem die Mannschaft mit 3 Punkten auf dem letzten Platz stand, geriet der Stürmer mit dem Co-Trainer Naldo aneinander, woraufhin Baum die Einheit abbrach. Drei Tage später gab der Verein bekannt, den Vertrag des 36-Jährigen zum 31. Dezember 2020 aufzulösen. Der Sportvorstand Jochen Schneider erklärte sich mit den Worten: „Leider hat es hier auf Schalke nicht so gepasst, wie wir uns das gemeinsam versprochen haben“. Der „emotionale Ausbruch im Training“ habe mit der Entscheidung jedoch nichts zu tun. Laut der WAZ sei Ibiševićs Verhalten jedoch als „unverzeihliche Respektlosigkeit“ gewertet worden. Ibišević wurde bis zum Auflösungstermin freigestellt und kam für den FC Schalke 04 auf 4 Bundesligaeinsätze (einmal von Beginn) sowie auf einen Einsatz im DFB-Pokal, in dem ihm ein Tor gelang.
2021 gab Ibisevic bekannt, dass er seine Spielerkarriere nicht fortsetzen, sondern als Teil des Trainerstabes zu Hertha BSC zurückkehren werde. In 344 Bundesligapartien waren ihm 127 Treffer gelungen.

### Nationalmannschaft
Sein Debüt in der A-Nationalmannschaft Bosnien-Herzegowinas gab Ibišević am 24. März 2007 beim 2:1-Sieg gegen Norwegen. In den Qualifikationen zur WM 2010 und EM 2012 scheiterte er mit der Nationalmannschaft jeweils in der letzten Play-off-Runde an Portugal. In der Qualifikation zur Weltmeisterschaft 2014 erzielte Ibišević am 15. Oktober 2013 im abschließenden Spiel der Gruppe G den Treffer zum 1:0-Auswärtssieg in Litauen; damit qualifizierte sich die bosnische Auswahl erstmals für eine Fußball-Weltmeisterschaft. Mit acht Treffern war er einer der erfolgreichsten Torschützen der WM-Qualifikation. Am 7. Mai 2014 wurde er von Trainer Safet Sušić in den Kader für die Weltmeisterschaft 2014 berufen. Im ersten Gruppenspiel sorgte er bei der 1:2-Niederlage gegen die Auswahl Argentiniens mit seinem Anschlusstreffer in der 84. Minute für das erste Länderspieltor der A-Nationalmannschaft bei ihrer Premieren-Weltmeisterschaft.
Am 4. September 2014 erzielte er beim 3:0 gegen Liechtenstein bereits nach 48 Sekunden das 1:0 und damit das schnellste Tor in der Geschichte seiner Nationalmannschaft.
Am 11. November 2017 verkündete Ibišević seinen Rücktritt aus der Nationalmannschaft. Seinen Abschied auf dem Feld gab er am 28. Mai 2018. Das torlose Remis gegen Montenegro in Zenica war sein 83. A-Länderspiel. Er ist nach Edin Džeko zweitbester Torschütze der Auswahl.

### Karriere als Trainer
Ibišević war von August 2021 bis Juni 2023 Co-Trainer der ersten Mannschaft von Hertha BSC. Anschließend war laut Medienberichten vorgesehen, dass er vereinsintern in den Jugendbereich wechseln und dort als „Toptalente-Trainer“ arbeiten sollte. Im Februar 2024 wurde schließlich bekannt, dass Ibišević Teil des Trainerteams von Sandro Schwarz bei den New York Red Bulls in der Major League Soccer wird.

## Trivia
Neben der bosnisch-herzegowinischen besitzt Ibišević auch die US-amerikanische Staatsbürgerschaft. Er spricht neben der bosnischen Sprache auch Deutsch, Englisch und Französisch fließend. Aufgrund dieser Kenntnisse wurde er in seiner Zeit bei Alemannia Aachen als Dolmetscher für Spieler eingesetzt, die der deutschen Sprache nicht mächtig waren. Sein Cousin Elvir (* 1998) ist ebenfalls Fußballspieler und bosnischer Nationalspieler.
Ibišević traf vier Mal in der ersten Spielminute einer Bundesliga-Partie, damit ist er neben Gerd Müller Rekordhalter in dieser Disziplin.